# SRII
SRIIは、大日本帝国陸軍が石川島自動車製造所（現いすゞ自動車）に命じ1934年（昭和9年）に試作した水陸両用戦車。
試作車両は完成したが、試作のみで終わっている。SRは「水陸両用」の頭文字。

## 概要
早くから水陸両用戦車に注目していた日本軍だったが、1931年（昭和6年）にイギリスのヴィッカース＝アームストロング社が開発した、ヴィッカース水陸両用戦車に刺激された陸軍は、石川島自動車製作所に水陸両用車の研究を命じた。
陸軍よりSRIIとの計画名称で指示を受けた石川島自動車製作所は、九二式重装甲車を基に、1934年（昭和9年）に試作車両を完成させている。
このSRIIは一応戦車らしい外観を持っており、性能的にもヴィッカース水陸両用戦車に迫るものがあったのだが、試作のみに終わってしまった。
とりあえず作らせては見たものの、使い道を全く考えていなかった軍の姿勢が、このような結果を招いたと言える。

## 配備
昭和12年7月に支那事変が発生、同年9月15日、中国にて活動中の戦車第二大隊にSRイ号車、SRロ号車、SRIIが配備された。その後、SRIIは昭和13年8月8日に東京陸軍兵器支廠に返されている。